# Шпек Роман Васильович
Роман Васильович Шпек (нар. 10 листопада 1954 року, с. Брошнів-Осада Рожнятівського району Станіславської області) — український державний діяч і дипломат. Має ранг надзвичайного і повноважного посла України. З 2019 року є головою наглядової ради АТ «Альфа-Банк».

## Біографія
Роман Васильович Шпек народився 10 листопада 1954 року в селищі Брошнів-Осада Рожнятівського району Івано-Франківської області в родині Василя Олексійовича та Катерини Юріївни Шпеків.
У 1971 році, після закінчення середньої школи, вступив до Львівського лісотехнічного інституту. Став його випускником в 1976 році, здобувши фах інженера-технолога за спеціальністю «Лісоінженерна справа». Здобув ступінь магістра ділової адміністрації (MBA) в області міжнародної економіки у Міжнародному інституті менеджменту (МІМ-Київ), який закінчив з відзнакою у 1991 році. Проходив стажування в Делаверському університеті в США (1991).
В 1976—1978 працював інженером-технологом у Виробничому об'єднанні «Прикарпатліс»; був інженером-технологом, а згодом начальником складу лісокомбінату «Осмолода» Рожнятівського району.
В 1978—1985 — головний інженер, а згодом директор (1981) Верховинського лісового комбінату Івано-Франківської області.
В 1985—1989 — директор Ворохтянського лісокомбінату Івано-Франківської області.
В 1989—1991 — заступник міністра лісової промисловості УРСР.
В 1991—1992 — заступник голови Державного комітету України з деревообробної промисловості.
У березні — листопаді 1992 — Міністр Кабінету міністрів України з питань роздержавлення власності й демонополізації виробництва.
В 1992—1993 — перший заступник Міністра економіки України.
У 1994 — обраний до Верховної Ради України ІІ скликання за Косівським виборчим округом № 200 Івано-Франківської області. Був головою підкомітету питань власності Комітету з питань економічної політики та управління народним господарством. Входив до групи «Конституційний центр».
З вересня 1993 по червень 1995 — Міністр економіки України.
В 1995—1996 — Віце-прем'єр-міністр України з економічних питань.
В 1996—2000 — голова Національного агентства з реконструкції і розвитку, з 1998 року — Національного агентства з питань розвитку і європейської інтеграції.
В 2000—2008 — Посол, голова постійного представництва України при Європейському Союзі.
У 2002 — присвоєно дипломатичний ранг Надзвичайного і Повноважного Посла України.
У січні 2008 року залишив державну службу, ставши віце-президентом ЗАТ «Альфа-Банк» в Україні.
З 2010 по 2014 рр. — виконував обов'язки Радника Президента України.
16 квітня 2010 року призначений членом Ради Національного банку України. Щоб не поєднувати роботу в Раді НБУ з операційною діяльністю в комерційному банку, з жовтня 2010 року він став старшим радником АТ «Альфа-Банк».
27 січня 2014 очолив Раду Незалежної асоціації банків України (НАБУ).
З жовтня 2017 року був обраний головою наглядової ради ПАТ «Укрсоцбанк», пізніше — АТ «Укрсоцбанк».
Восени 2019-го завершилося злиття «Укрсоцбанку» і «Альфа-Банку», 15 жовтня 2019 Шпек увійшов до наглядової ради АТ «Альфа-Банку», одного із найбільших українських комерційних банків, що входить до міжнародного приватного інвестиційного холдингу ABH Holdings S.A. з реєстрацією у Люксембурзі, й очолив її..

## Нагороди та відзнаки
- Орден «За заслуги» III ступеня.[12]

## Сім'я
- Одружений, має двох дітей.
- Син Юрій (1983 р. н.) працює в компанії Glencore у Лондоні.
- Дочка Наталія (1982 р.н.) — в консалтинговій компанії.